# 범프 스톡

범프 스톡을 사용하면 수신기가 앞으로 움직일 때 방아쇠(빨간색)가 작동하고 수신기 반동에 의해 라운드마다 재설정된다. 이를 통해 반자동 총기가 완전 자동 무기를 어느 정도 모방할 수 있다.

범프 스톡(bump stock) 또는 범프 파이어 스톡(bump fire stock)은 반자동 화기의 반동을 사용하여 탄약통을 빠르게 연속적으로 발사하는 행위인 범프 발사(bump firing)를 보조하는 데 사용할 수 있는 개머리판이다.
60명이 사망하고 869명이 부상을 입은 2017년 라스베이거스 스트립 총기 난사 사건 이후 미국에서 범프 스톡의 합법성이 의문시되었다. 총격범은 자신의 무기에 범프 스톡을 장착한 것으로 밝혀졌다. 이번 총격 사건 이후 몇몇 주에서는 범프 스톡의 소유권을 제한하는 법안을 통과시켰다. 2018년 12월, 미국 주류, 담배, 화기 및 폭발물 단속국(ATF)은 범프 스톡이 "기관총"에 해당하므로 연방법에 따라 사실상 불법이라는 규칙을 발표했다. 대법원은 2024년 6월 갈랜드 대 카길(Garland v. Cargill) 사건에서 이 규정을 폐지했다. 범프 스톡은 대법원 판결의 영향을 받지 않는 주 금지에 따라 15개 주와 컬럼비아 특별구에서 여전히 불법이다.